# Hugo von Seeliger
Pour les articles homonymes, voir Seeliger.
Hugo von Seeliger (1849 - 1924), aussi connu sous le nom Hugo Hans Ritter von Seeliger, était un astronome allemand, souvent considéré comme le plus important astronome de son époque.

## Biographie
L'astéroïde (892) Seeligeria et le cratère lunaire Seeliger (en) ont été nommés en son honneur.
Il repose au cimetière de Bogenhausen à Munich.

## Études
Il fit sa thèse sous la direction de Karl Christian Bruhns et son titre était "Zur Theorie der Doppelsternbewegungen" (1872).

## Étudiants
Ses étudiants notables en thèse sont (d'après http://genealogy.math.ndsu.nodak.edu/id.php?id=61848) :
- Julius Bauschinger,	Ludwig-Maximilians-Universität München,	1884
- Ernst Anding (de), 		Ludwig-Maximilians-Universität München,	1888
- Richard Schorr,		Ludwig-Maximilians-Universität München,	1889
- Oskar Hecker (de),		Ludwig-Maximilians-Universität München,	1891
- George Myers (en),		Ludwig-Maximilians-Universität München,	1896
- Karl Schwarzschild,	Ludwig-Maximilians-Universität, München	1897
- Gustav Herglotz,		Ludwig-Maximilians-Universität München,	1900
- Wilhelm Keil,		Ludwig-Maximilians-Universität München,	1918
- Friedrich Burmeister,	Ludwig-Maximilians-Universität München,	1919

## Publications
- Hugo Hans von Seeliger : Theorie des Heliometers, 1887